# 光春院 (瑞浪市)
光春院（こうしゅういん）は、岐阜県瑞浪市釜戸町公文垣内にある臨済宗妙心寺派の龍泉門派の寺院。山号は定林山。

## 歴史
慶長年間(1596～1615年)、加茂郡蜂屋村(美濃加茂市)にある瑞林寺の竺源西堂が開創し、
他に寛文・延宝年間(1661～1681年)、加茂郡細目村の大仙寺(聖澤門派)の泰翁の法系の春蔵主・定蔵主が継いだとある。
江戸時代になると、釜戸村は旗本の釜戸馬場氏の知行所となった。
三代の馬場利尚は、加茂郡細目村の大仙寺(聖澤門派)系下の光春院と、信光寺系下の寶珠庵は、当時は檀家数が少なかったため、釜戸馬場氏の菩提寺である天猷寺の末寺にしたいと考えた。
寛文年間の末寺帳を作成する際に、光春院と寶珠庵は大本山妙心寺の直末となることを希望したが、馬場利尚は「妙心寺の直末では寺役も負担しなければならないから」という理由で、両寺を一応納得させて、「どうしても妙心寺の直末になりたいと願うなら時期を待て」と申し渡して、光春院と寶珠庵の両寺を天猷寺の末寺として寺社奉行に報告した。
ところが、光春院と寶珠庵の両寺とも納得せず、寛文・延宝年間に、密かに妙心寺に直末を出願し、延宝4年(1676年)に認められた。
後に妙心寺からの寺廻状によって光春院が直末となったことを馬場利尚が知って憤慨し、この直末寺の一件から、当時住持であった洞翁が、安八郡神戸町の瑠璃光寺に転位することとなり一時期無住となった。
元禄5年(1692年)、本末制度の施行に伴い、釜戸馬場氏四代の馬場尚恒の代に、天猷寺四世の大雲慈徳からの要請により、天猷寺の末寺となって聖澤門派から龍泉門派寺院に改めて再興したことを、大本山妙心寺から認可された。
そして、大雲慈徳を中興。安蔵主(休山智安)を再創とした。
天猷寺所蔵の「釜戸寶珠庵 光春院」本・末寺一件証文の古文書によれば、
嘉永2年(1849年)、寶珠庵八世の大道祖圓は、安政5年(1858年)に弟子の澤雲祖恩に寶珠庵の住持の座を譲り、光春院に隠居して、九世住持となった。
俳句や歌を楽しみ、時の人からは今一休と呼ばれた。俳句や歌を残し、俳号を「売仏」と称した。明治9年(1876年)1月28日に寂し、光春院に葬られた。

## 寺宝

### 慶応句額群
瑞浪市域では、江戸時代になると庶民文芸として俳句や俳諧が流行し、宝暦年間（1751年～1763年）頃、また安政・慶応年間（1854年～1868年）頃に隆盛を迎えたが、幕末期に光春院の住職であった売仏は、号を風意軒と称して、当時の俳諧の中心的な人物であった。
これらの句額群は、慶応4年（1868年）に売仏が花輪らと光春院で大句会を催した際に奉納されたもので、参加した37名の句と、作者とみられる肖像画が彩色豊かに描かれている。
句額はいずれも高さ34cm、幅26cmですが、願主である花輪の句額のみ高さが58cmと大型で、主催者であった2人の句は以下のとおり。
昭和54年(1979年)3月2日に瑞浪市の文化財に指定された。
なお、売仏は文化7年（1810年）～明治9年（1876年）の人物で、安政2年（1855年）に出版された俳諧全国誌「竹の春」にも以下の句が選ばれており、全国レベルの俳諧人として知られていたようである。
 の句については、安政2年(1856年)に俳諧全国誌の蕉門書林「竹の春」に大湫村の渡邉原洲の句と共に選ばれて掲載されており、

元治元年(1864年)には釜戸村の俳諧同志と
の俳聖句碑を大岩に建てている。

## 関連リンク
- 定林山　光春院　瑞浪市観光協会
- 光春院の慶応句額群　瑞浪市役所